# 広島市中区スポーツセンター
広島市中区スポーツセンター（ひろしましなかくスポーツセンター）は、広島市中区にある複合型運動施設。
株式会社コジマホールディングスとの命名権契約により、2020年7月1日より呼称を「コジマホールディングス中区スポーツセンター」としている。

## 沿革
- 1988年5月8日 - 中区スポーツセンター開業。
- 2022年・2023年 - 耐震工事を施工。

## 諸室詳細
- 1階
  - トレーニング室
  - 会議室 12m×6m（2室）
  - 駐車場（屋内46台、屋外17台）
  - 更衣室等
- 2階
  - 大体育室 45m×33m（収納式観覧席約740席）
  - 小体育室 32m×20m
  - ラウンジ、事務室、保健室、更衣室等
- 3階
  - 大体育室上
  - 大スタンド 31m×5m（収納式観覧席約350席）
  - 小スタンド 16m×6m（収納式観覧席約240席）
- 小体育室上
  - ランニングコース（1周100m）

## アクセス

### バス
- 広島バス「広電前バス停」徒歩3分
  - 「広島駅」から八丁堀・紙屋町経由広島港行き（21-1号宇品線・御幸通り経由）に乗車、「広電本社前」バス停下車 徒歩3分
  - 「広島駅」から平塚経由アルパーク方面行き（50号東西線）に乗車、「広電本社前」バス停下車 徒歩3分
- 広電バス「御幸橋バス停」徒歩7分
  - 「八丁堀」から仁保沖町行き（12-1・12-2号線）に乗車、「御幸橋」バス停下車 徒歩7分

### 鉄道
- 広島電鉄電車「広電本社前電停」徒歩3分
  - 「広島駅」から八丁堀・紙屋町経由宇品方面行きに乗車、「広電本社前電停」下車 徒歩3分